# Глюк, Гвидо
Гвидо Глюк (нем. Guido Glück; 7 января 1882, Барко, ныне в составе коммуны Левико-Терме, Италия — 18 августа 1954, Брно) — австрийский и чехословацкий писатель, либреттист и театральный критик, писавший на немецком языке.
Сын моравского немца и чешки. В трёхлетнем возрасте вместе с семьёй вернулся в Моравию, окончил школу в Гросс-Грилловице (нынешний район Зноймо) и немецкую гимназию в Брюнне. В 1900—1904 гг. изучал классическую и германскую филологию в Венском университете, в 1905 г. защитил докторскую диссертацию «Пьеса Коцебу „Ангел-хранитель“ и её переработка Гёте» (нем. Kotzebues Schutzgeist und seine Bearbeitung durch Goethe).
До 1910 г. преподавал немецкий, латинский и древнегреческий языки в гимназии в Лунденбурге, затем вернулся в Брюнн, где и провёл всю жизнь. До 1925 г. преподавал в немецкой гимназии. С 1912 г. публиковался в городской прессе как театральный критик, в 1918 г. выступил соучредителем театрального журнала Die Rampe. С 1918 г. участвовал в организации театральной жизни в городе. В 1923—1933 гг. работал как драматург и иногда режиссёр в Объединённом немецком театре Брно. В 1933 г., в условиях обострившегося конфликта между чешской и немецкой общинами, вышел в отставку, занимался помощью эмигрантам из Третьего Рейха. С установлением после нацистской оккупации Протектората Богемии и Моравии зарабатывал на жизнь уроками немецкого языка, эпизодически публиковался в газетах, подписываясь символами §§. В 1942 г. инициировал судебный процесс с требованием его настоящим отцом молодого человека по имени Яромир Фукс, сына его знакомой, и таким образом спас его от отправки в лагерь уничтожения для евреев. После окончания Второй мировой войны был признан местными властями антифашистом (студенты, которым Глюк преподавал, засвидетельствовали его неприятие нацистского режима), в силу чего не подвергся депортации.
Наиболее значительное сочинение Глюка — роман «Золотое дно» (нем. Der goldene Boden; 1912), в котором сочувственно, но и с сильной долей иронии описывается, как мелкие предприниматели из моравских немцев безнадёжно проигрывают своим чешским конкурентам. За этой книгой последовали сборник рассказов «Глупое сердце» (нем. Das törichte Herz; 1913) и книга любовной лирики «Удел и судьба» (нем. Anteil und Schicksal; 1928). Глюку также принадлежат стихотворные либретто к двум операм. Для оперы Йозефа Густава Мрачека «Икдар» (1919, поставлена 1921) он написал весьма условную фантазию в символистском духе, в центре которой — молодой скульптор, влюбившийся в жену тирана. Второе либретто, для оперы местного композитора Оскара Павлика (1864—1933), представляло собой обработку сказки Зденки Фукс «Волшебный цветок». Под редакцией Глюка вышел сборник пьес Гёте (1932).
Жена (гражданский брак) — актриса Эмми Шварц (1900—1986).